# Грузьке (Сумський район)
Грузьке — колишнє село, входило до складу Миколаївської сільської ради, Сумський район, Сумська область.
18 січня 1988 року село зняте з обліку.

## Географічне розташування
Село знаходиться лівому березі річки Крига, за 3 км нижче по течії розташоване село Графське. Струмок поблизу Грузького пересихає, там зроблена загата.